# Zabrodzie (gromada w powiecie ostrołęckim)
Zabrodzie (do 30 XII 1961 Antonie) – dawna gromada, czyli najmniejsza jednostka podziału terytorialnego Polskiej Rzeczypospolitej Ludowej w latach 1954–1972.
Gromady, z gromadzkimi radami narodowymi (GRN) jako organami władzy najniższego stopnia na wsi, funkcjonowały od reformy reorganizującej administrację wiejską przeprowadzonej jesienią 1954 do momentu ich zniesienia z dniem 1 stycznia 1973, tym samym wypierając organizację gminną w latach 1954–1972.
Gromadę Zabrodzie z siedzibą GRN w Zabrodziu utworzono 31 grudnia 1961 w powiecie ostrołęckim w woj. warszawskim w związku z przeniesieniem siedziby GRN gromady Antonie z Antoni do Zabrodzia i zmianą nazwy jednostki na gromada Zabrodzie.
Gromadę zniesiono 1 stycznia 1969 a jej obszar wszedł w skład nowo utworzonej gromady Ostrołęka w tymże powiecie.